# Arlington (Vermont)
Pour les articles homonymes, voir Arlington.
Arlington est une ville du comté de Bennington, au Vermont, aux États-Unis. Lors du recensement de 2000, la population était de 2397 habitants.
|  |                      | Sunderland (Vermont) |
|  | Arlington            | Stratton (Vermont)   |
|  | Shaftsbury (Vermont) |                      |